# توفلعزت (توفلعازت)
توفلعزت هي إحدى مشيخات المملكة المغربية، تتبع جغرافيا لإقليم تارودانت وإداريًا لتوفلعازت. يقدر عدد سكانها بـ 2172 نسمة حسب الإحصاء الرسمي للسكان والسكنى لسنة 2004.